# Olympische Jugend-Sommerspiele 2010/Teilnehmer (Algerien)
| Gelbes Symbol für Goldmedaillen mit stilisierten Olympischen Ringen | Graues Symbol für Silbermedaillen mit stilisierten Olympischen Ringen | Braundes Symbol für Bronzemedaillen mit stilisierten Olympischen Ringen |
| ------------------------------------------------------------------- | --------------------------------------------------------------------- | ----------------------------------------------------------------------- |
| —                                                                   | —                                                                     | —                                                                       |

Die Jugend-Olympiamannschaft aus Algerien für die I. Olympischen Jugend-Sommerspiele vom 14. bis 26. August 2010 in Singapur bestand aus 21 Athleten.

## Athleten nach Sportarten

### Badminton
Jungen
- Mohamed Abderrahim Belarbi
Einzel: 25. Platz

### Gewichtheben
Jungen
- Housseyn Fardjallah
Leichtgewicht: 6. Platz

### Judo
Mädchen
- Sana Khelifi
Klasse bis 78 kg: 9. Platz
Mixed: 9. Platz (im Team Paris)

### Leichtathletik
| Mädchen - Nabila Madoui 2000 m Hindernis: 13. Platz - Zouina Benamsili 5 km Gehen: DNF | Jungen - Amin Cheniti 3000 m: 14. Platz - Sofiane Amour 400 m Hürden: 13. Platz - Bilal Tabti 2000 m Hindernis: 4. Platz - Tewfik Yesref 10 km Gehen: 6. Platz |

### Reiten
- Zakaria Hamici
Springen Einzel: 20. Platz
Sprongen Mannschaft: Bronze  (im Team Afrika)

### Ringen
| Mädchen - Sabrina Azzouz Freistil bis 52 kg: 6. Platz | Jungen - Amine Boughazi Griechisch-römisch bis 50 kg: 5. Platz - Abdelkrim Ouakali Griechisch-römisch bis 69 kg: 5. Platz - Mohamed Boudraa Freistil bis 63 kg: 5. Platz |

### Schwimmen
| Mädchen - Amel Melih 50 m Freistil: 32. Platz 50 m Rücken: 16. Platz | Jungen - Oussama Sahnoune 50 m Freistil: 15. Platz 100 m Freistil: 26. Platz |

### Segeln
| Mädchen - Lamia Feriel Hammiche Byte CII: 29. Platz | Jungen - Omar Noureddine Bouabdallah Windsurfen: 17. Platz |

### Tischtennis
Mädchen
- Islem Laid
Einzel: 29. Platz
Mixed: 25. Platz (mit Ojo Onaolapo  Nigeria)

### Turnen

#### Gymnastik
| Mädchen - Nardjes Terkmane Einzelmehrkampf: 42. Platz | Jungen - Naimi Mechkour Einzelmehrkampf: 39. Platz |